# Selaginella longipinna
Selaginella longipinna är en mosslummerväxtart som beskrevs av Otto Warburg. Selaginella longipinna ingår i släktet mosslumrar, och familjen mosslummerväxter. Inga underarter finns listade i Catalogue of Life.